# Recuva
Recuva (prononcé recover) est un logiciel gratuit de restauration de données, développé par Piriform, et fonctionnant sur un ordinateur muni du système d'exploitation Windows. Il est capable de restaurer des fichiers supprimés de façon « permanente » et marqués par le système d'exploitation comme espace libre. Il peut également être utilisé pour restaurer des fichiers supprimés depuis des clés USB, des cartes mémoires ou des baladeurs MP3.

## Fonctionnement
Le programme fonctionne sur les systèmes de fichiers FAT et NTFS.

### Logiciels semblables
- catégorie « Logiciel de récupération de données »

### Logiciels du même éditeur
- CCleaner - Optimisation du système
- Defraggler - Défragmentation du système
- Speccy - Affichage d'informations système